# Бої за Авдіївку (2014—2021)
Бої за Авдіївку, а також Бої за Авдіївську промзону — бойові дії, частина війни на сході України, та російсько-української війни, бойові дії розгорнулися навколо міста Авдіївка, яке знаходиться за 6 км на північ від Донецька. Авдіївка — це частина Донецько-Макіївської агломерації, і позиції навколо неї дозволяють контролювати північні околиці Донецька і Ясинуватої, південні околиці Горлівки, а також швидкісну трасу М04 «Донецьк — Горлівка». Окрім тактичної важливості міста, у ньому також працює один з найбільших коксохімічних заводів у Європі — Авдіївський коксохімічний завод.
Авдіївка, яку проросійські бойовики тримали під контролем з кінця квітня 2014 року, була звільнена Збройними силами України 28 липня 2014 року. До 21 січня 2015 року увага проросійських сил була прикута до Донецького аеропорту, після знищення якого атак почали зазнавати передмістя Авдіївки — дачний сектор, вентиляційний ствол шахти «Бутівка-Донецька» і промзона на південних околицях міста. Бої за промзону досягли піку навесні 2016 року, після чого українська армія поступово відтіснила проросійські сили на південь до автотраси. У кінці січня 2017 року українські сили наблизилися безпосередньо до автотраси і Ясинуватської розв'язки, взявши її під вогневий контроль.
Бої за Авдіївку спалахнули з новою силою 21 лютого 2022 року коли президент Росії визнав терористичне угруповання та квазі-державу «Донецька Народна Республіка» незалежно державою, з першого дня повномасштабного російського вторгнення Авдіївка стала одним з перших міст, які зазнали нападу зі сторони армії Росії.

## Перебіг подій

### 2014
Операція зі звільнення міста тривала три доби. Розпочата була 28 липня 2014 року, коли українські збройні сили почали витісняти підрозділи проросійських бойовиків «ДНР» з Авдіївки, котрі контролювали місто від квітня 2014 року. Остаточно місто було звільнено 30 липня 2014 року, коли українські сили відновили контроль над старою частиною міста.
Увечері 22 вересня 2014-го почала з посиланням на РНБО України з'являтися інформація, що сепаратисти розпочали штурм Авдіївки з боку Ясинуватої, поранених мирних жителів та українських військових. 28 вересня близько 10:50 бойовики почали артобстріл міста Авдіївка — повідомив спікер Інформцентру Ради нацбезпеки і оборони України Андрій Лисенко.
18 жовтня, за інформацією речника АТО, бойовики обстріляли з мінометів 2 блокпости українських військових поблизу Авдіївки, також руйнувань зазнали житлові райони міста — обстріл вівся зі сторони мікрорайону Донецька «Спартак». 19 жовтня при виконанні бойового завдання під Авдіївкою загинув старший сержант 93-ї бригади Ткаченко Андрій Валерійович. Внаслідок обстрілу з мінометів бойовиками вночі з 9 на 10 листопада загинуло четверо людей, ще семеро поранених.
14 листопада загинув перед опівніччю на блокпосту біля Авдіївки солдат 37-го батальйону Роман Швачко — після мінометного обстрілу вийшов з укриття перевірити територію, за півтора метра від нього розірвалася міна. Через артилерійський обстріл терористами до лікарні 19 листопада госпіталізовано 58-річну жінку — зазнала осколкових поранень по місцю проживання. 23 листопада через обстріли бойовиками з Ясинуватої Авдіївки загинуло, за попередніми даними, п'ятеро цивільних. Станом на ранок 24 листопада після значних втрат головна частина сил російсько-терористичних військ відходить від лінії зіткнення з українськими силами.
Через постійні обстріли станом на середину листопада 2014 року в Авдіївці було відсутнє автобусне та залізничне сполучення, централізоване водо- та теплопостачання, не працювали низка адміністративних установ, школи, банківські установи, крім відділень «Ощадбанку».
30 листопада поблизу Авдіївки та Опитного українські артилеристи завдали превентивні удари по рубежах зосередження російсько-терористичних військ — перед проведенням ними атаки; тіла та поранених терористами було евакуйовано в центр Донецька.
8 грудня внаслідок терористичного обстрілу міста постраждало семеро осіб, п'ятеро з яких — діти, руйнувань зазнало 8 будинків житлових багатоповерхових.
Станом на ранок 9 грудня терористично-російське угруповання поблизу Авдіївки зазнало втрат в живій силі та бронетехніці. Переважно втрати відбулися після вогневих ударів української артилерії по вихідних рубежах бойовиків. За 7-8 грудня підбито і знищено до 5 танків терористів, бандугрупування змогли частково організувати евакуацію підбитої техніки — до 3-х танків. 9 грудня в місті через чергові обстріли бойовиків, що тривали під час «чергового дня тиші», вбито двох дітей, 13 людей госпіталізовано.

### 2015
20 січня 2015 року відбувся черговий обстріл терористами Авдіївки, в лікарню з пораненнями доставлена жінка.
21 січня терористи «ДНР» ведуть безперервний обстріл, Авдіївка лишилася без опалення, світла та води.
22 січня терористично-російські формування о 6-й ранку продовжили масований обстріл Авдіївки — з установок системи залпового вогню «Град» прицільним вогнем знищують житлові будинки; в боях того дня загинули старший сержант 25-ї бригади Олександр Чумаченко, молодший сержант Микола Закарлюка, старші солдати Олексій Жадан, Микола Кучер та Андрій Стародуб, солдат Олексій Черніков.
Станом на ранок 26 січня в боях між Авдіївкою та Опитним українськими військами у терористів захоплений танк Т-64БВ та БМП-2. Артилерійських ударів завдано по бронегрупі терористів, що складалася з 3 танків, 6 бойових броньованих машин та 5 вантажівок, — знищені танк і «Урал», вцілілі терористи відступили напрямом на Горлівку. Того дня від обстрілу терористами в місті загинули чотири людини, десятеро зазнали поранень, серед них є діти.
25 січня поблизу міста Авдіївка військовики 1-ї танкової бригади переганяли танки, солдат Тахір Баширов їхав у першому, наїхав на вибухівку, котра вибухнула під днищем.
3 лютого пішов у вічність солдат-снайпер Сергій Токмаков, коли терористичні російські війська обстріляли з мінометів опорний пункт взводу.
7 лютого в результаті обстрілу терористами міста загинуло дві жінки, одна осколками поранена.
8 лютого під мінометним обстрілом поблизу Авдївки, намагаючись врятувати танк та витягнути тіло загиблого напередодні побратима — старшину Олександра Олійника, загинули сержант Віктор Арабський та старший лейтенант Петро Шемчук.
11 лютого в місті загинуло 3 людей через обстріли терористів.
13 лютого внаслідок артилерійського обстрілу були поранені 2 жінки та 1 чоловік.
29 січня з'явилась інформація, що «кіборгам» вдалося відбити всі позиції села Спартак, а також станцію, яка розташована біля РЛС.
31 січня поблизу донецького аеропорту українські військові знищили мінометну батарею, ліквідували командира батареї, знищили склад набоїв, полонені сім терористів батальйону «Схід».
21 лютого 2015-го через артилерійський обстріл загинули два чоловіки, численні осколкові поранення отримала місцева мешканка на своїй дачній ділянці, натрапивши на невідомий предмет, котрий вибухнув. Того ж дня бойовики продовжують обстрілювати Авдіївку, через пряме попадання снаряда в кафе «Бревно» (Індустріальний проїзд, неподалік від коксохімзаводу) загинули троє чоловіків.
У ніч з 3 на 4 березня 2015-го бойовики з мінометів обстріляли Авдіївку, у своїй квартирі загинула жінка.
9 березня під Авдіївкою загинув старший солдат 25-ї бригади Головко Анатолій Олександрович.
16 березня близько 16-ї години загинув поблизу Авдіївки під артилерійським вогнем терористів солдат 95-ї бригади Сергій Щербак, утримуючи позиції під час намагань прориву противника з боку міста Ясинувата, тоді ж два вояки були поранені.
3 квітня унаслідок підриву на міні загинули військовики 81-ї бригади солдати Андрій Карпюк, Дмитро Степанов та капітан Юрій Чучалін. Пізніше від отриманих внаслідок підриву поранень помер солдат Дмиро Свідерський.
13 квітня під час одного з обстрілів терористами українських позицій (опорний пункт «Зеніт») поблизу Авдіївки уламок снаряду 120-мм міни влучив у ящики з набоями в бліндажі. Від вибуху загинули Богдан Гончаренко та Олексій Вовченко, Дмитро Гура, Василь Путаненко, Олександр Тищенко. Бійці зведеного загону ПС ЗС України «Дика качка»
4 травня біля Опитного, що на Донеччині, терористи готували «несподівану атаку». Та українські бійці дали відсіч ворогу. Про це на своїй сторінці в «Facebook» пише боєць ДУК «Правий сектор» Олена Білозерська.
| «Як відомо, наших бійців зараз на фронті немає. Але сталося так, що боєць, схожий на мого товариша по зброї з ДУК „Правий сектор“, отримав сьогодні поранення — кулю в плече. В Опитному. Бійці, схожі на моїх сослуживців, сиділи в секреті, „сепари“ вилізли просто на них. Був бій», — написала боєць. «Сепари» відступили. Несподівана атака на позиції ЗСУ не вдалася.[32] |
5 травня 2015-го під Авдіївкою на фугасі підірвалися українські військові з 95-ї бригади, четверо загинули — сержант Василь Миханюк, солдати Олександр Щуров, Микола Мартинюк та Ярослав Мялкін.
23 травня 2015 Авдіївський коксохімічний завод знову потрапив під обстріл бойовиків, підприємство зупинило виробництво. «АКХЗ знову обстрілюють. Понад 40 влучень за останні півгодини… Завод став. Хтось може припинити цей кошмар?» — написав Магомедов. 24 травня внаслідок обстрілу терористами Авдіївки одна людина загинула, двоє важко поранені.

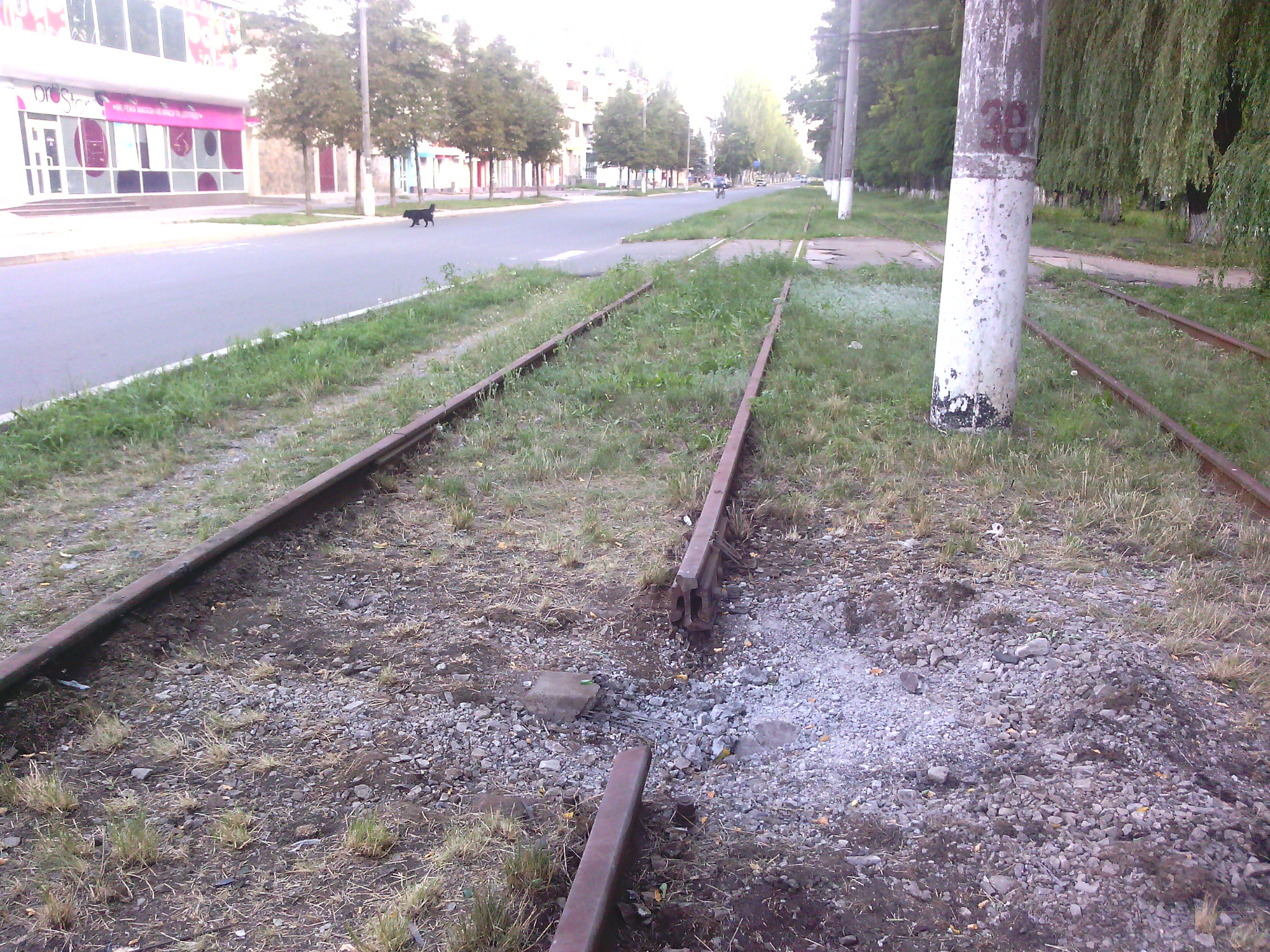
Трамвайне полотно в Авдіївці, зруйноване під час обстрілів терористами. 6 серпня 2015 року

11 червня Авдіївка обстріляна терористами, поранено двох чоловіків. 12 червня у Дніпропетровську, не приходячи до тями, помер поранений в Авдіївці боєць 6-ї роти 95-ї об'єднаної аеромобільної бригади Сергій Володимирович Швець.
21 червня у районі Авдіївка — Опитне Ясинуватського району поблизу Донецького аеропорту під час виконання бойового завдання — під масованим обстрілом терористів вояки 93-ї бригади вирушили на бойове завдання: танк, стріляючи, перебив дріт, за допомогою якого солдати підтримували зв'язок. Сержант Віталій Козак разом з молодшим сержантом Ігорем Патуком пішли шукати розрив. Коли ще йшли по траншеях, то вдавалося рухатися приховано, а потім довелося ступати по самому дроті. В цей час ворожий снайпер поцілив у Віталія, куля влучила в сонну артерію, він загинув на місці. Сержант Патук поніс на собі мертве тіло побратима, як тут почав стріляти танк, поруч вибухнув снаряд. Ігорю Патуку знесло осколком півголови.
9 липня внаслідок мінометного обстрілу терористами поблизу міста Авдіївка загинув молодший сержант 95-ї бригади Дмитро Філімонов. 9 липня увечері поблизу Донецького аеропорту в бою поранені два бійці зведеної штурмової роти «Карпатська Січ» 93-ї ОМБ Олександр «Лесик» Воронцов та Андрій «Пітбуль» Василишин.
18 липня о 4-й ранку терористи вчергове обстрілюють Авдіївку, загинула пенсіонерка та її онук. 11 липня зазнав осколкового поранення в серце під час мінометного обстрілу терористами ротного опорного пункту біля шахти «Бутівка» солдат 93-ї бригади Євген Поляков. 17 липня загинув на опорному пункті «Шахта» поблизу Авдіївки солдат 93-ї бригади Сергій Цімбота — під час мінометного обстрілу проросійськими терористами один зі снарядів влучив у бліндаж, відбулося руйнування перекриття; Сергій загинув під завалами, зазнавши поранення, не сумісні з життям.
6 серпня ввечері внаслідок мінометного обстрілу терористами загинули два бійці роти «Карпатська січ» — Олег («Характерник») Костюк та Данило («Телефон») Касьяненко.
7 серпня уночі терористи обстрілюють Авдіївку, важкопоранений 75-річний пенсіонер.
22 липня помер від поранень молодший сержант підрозділу «Гарпун» Євген Бірюков — біля блокпосту «Шахта», між Авдіївкою та Ясинуватою, повертаючись з бойового завдання, підірвався на розтяжці. Тоді ж поранень зазнали троє вояків, молодший сержант Микола Гордійчук помер по дорозі до госпіталю.
13 жовтня 2015 року загинув внаслідок обстрілу російськими терористами з гранатомета шахти «Бутівка» солдат Артемій Горбенко — поміж Авдіївкою та селом Спартак; в тому ж часі ще двоє бійців зазнали важких поранень.
17 жовтня 2015 року біля донецького аеропорту поранений боєць «Легіону Свободи» «Марік» (93-тя бригада ЗСУ) пострілом снайпера терористів. 28 жовтня у бою біля шахти «Бутівка» поранено трьох українських військовиків.
14 листопада вдень група саперів 93-ї бригади з 14 чоловік виконувала завдання поблизу міста Авдіївка; у полі між українською позицією «Бутівка» та позицією терористів «Зеніт» останні відкрили вогонь зі 120-мм мінометів по БМП, що прикривала саперів, від вибухів здетонували міни. Старший сержант Віталій Благовісний загинув, ще 8 вояків зазнали поранень.

### 2016
На початок 2016 року лінія розмежування проходить по трасі Донецьк — Костянтинівка. На схід від дороги, що розташована на насипу, в районі Ясинуватської розв'язки — укріплені позиції російсько-терористичних військ. На захід від дороги — Авдіївська промзона, вона належить до міста Авдіївка, що контролюється українськими військами. На той час в промзоні не було українських опорних пунктів, вони були розташовані західніше. Користуючись цим, ДРГ противника постійно переходили лінію розмежування, та обстрілювали українські опорні пункти, створюючи небезпеку вже й для мирних мешканців Авдіївки, на околиці якої залітали уламки мін. На південь від промзони російсько-терористичні війська закріпились на Малих Дачах і біля зруйнованого залізничного мосту.
30 січня в післяобідній порі поблизу шахти «Путилівська» («Бутівка-Донецька») троє бійців під час виконання бойового завдання із розмінування-мінування у лісосмузі натрапили на «розтяжку». Боєць батальйону «ОУН» Анатолій Гаркавенко загинув внаслідок підриву між Авдіївкою та селом Спартак — зазнав осколкових поранень, несумісних з життям. 5 лютого, у відповідь на обстріли, українські військові відкрили вогонь і пішли виганяти сепаратистів із «промки». В операції брали участь групи розвідки 58-ї бригади, 16-го батальйону і 74-го окремого розвідбату. Військові взяли під контроль Авдіївську промзону, укріпились й успішно відбивали атаки диверсійних груп. Це також дало змогу тримати під вогневим контролем трасу, якою терористи раніше безперешкодно перевозили боєприпаси з Донецька у Горлівку.
10 лютого загинув поблизу міста Авдіївка внаслідок підриву на вибуховому пристрої з «розтяжкою» сержант 3-го окремого полку Олег Сизоненко: йшов першим і прийняв на себе більшість осколків від вибуху, ще двоє вояків зазнали поранень.
В подальшому почалися запеклі бої за Авдіївську промзону. Намагаючись вибити українських вояків з цієї території, російсько-терористичні війська застосовували всі заборонені Мінськими угодами види озброєння, зокрема, САУ, 120-мм міномети, 152-мм артилерію. Захисників «промки» прозвали «промбергами» (за аналогією із захисниками Донецького аеропорту, «кіборгами»).
Від початку березня бойові зіткнення значно активізувалися, в цей час загинуло не менше двох і поранено не менше чотирьох вояк ЗСУ та було знищено чергових супротивників
5 березня зазнав важкого уламкового поранення у голову старший лейтенант 16-го батальйону Андрій Ярешко — під час мінометного обстрілу в промзоні Авдіївки, російські терористи протягом 5 годин обстрілювали українські позиції із 120-мм мінометів з боку Ясинуватої; міна розірвалася за 5 метрів від Андрія. О 17:20 Андрій Ярешко помер від поранень у реанімобілі. Тоді ж загинув старший солдат Юрій Мальцев.
11 березня загинув під час мінометного обстрілу позицій українських військ в промзоні Авдіївки старший солдат батальйону «Полтава» Руслан Марченко — був на чергуванні спостерігачем, одна з мін зачепилась за дерево та розірвалася у повітрі поряд із ним. 12 березня — по звітах ГУР у ЗМІ — під Авдіївкою було вбито 23 російських військових та 34 було поранено.
У боях 14 березня 2016-го під Авдіївкою — за даними розвідки ЗСУ поранено в боєзіткненнях 19 російських терористів. Протягом 18-19 березня під Авдіївкою загинуло 6 російських військових, 11 поранені — повідомила армійська розвідка. Вранці 16 березня загинув вранці від кулі снайпера поблизу Авдіївки солдат 16-ї бригади Олег Перепелятник.
20 березня два бійці 39-го окремого мотопіхотного батальйону загинули, підірвавшись на міні в промисловому районі Авдіївки — старший солдат Олександр Павенський та командир роти капітан Петро Карташов. Згідно доповідей ГПУ, в часі з 16 по 21 березня втрати терористів під Авдіївкою склали 27 загиблих та 34 поранених.

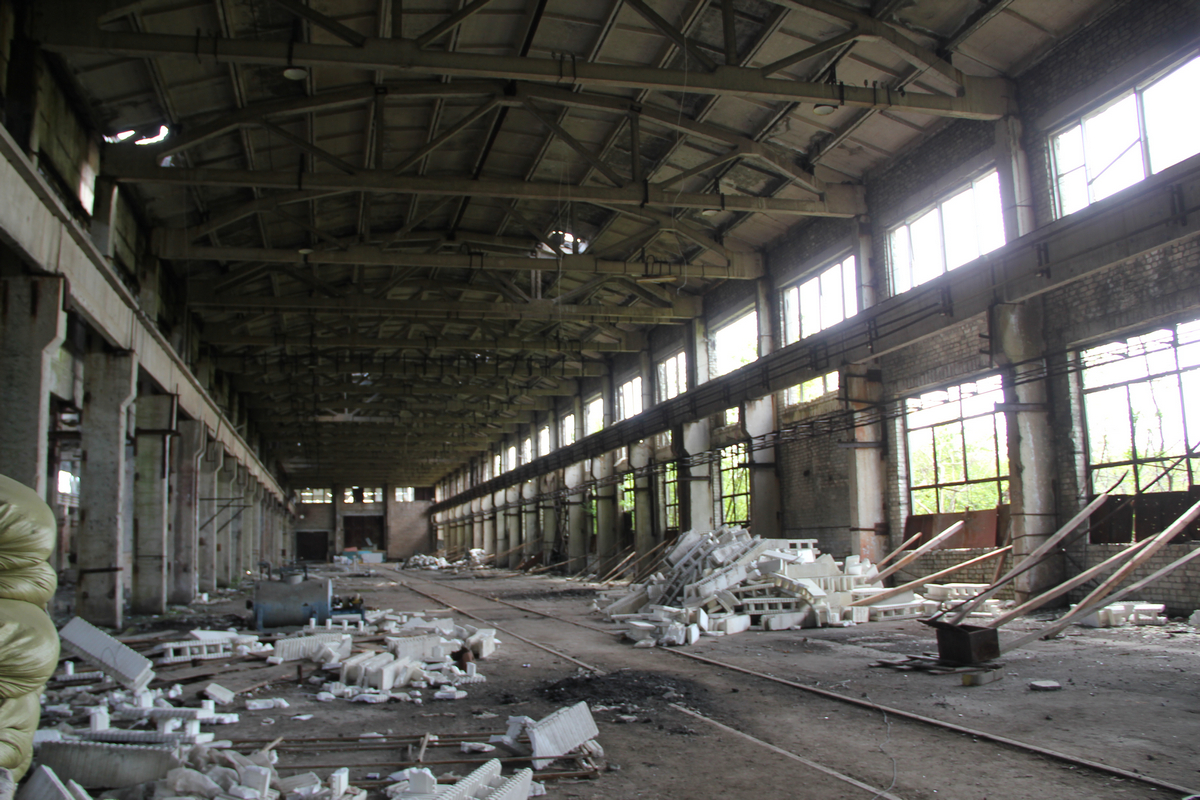
Будівлі у промзоні. Травень 2016

23 березня четверо вояків ЗСУ зазнали поранень при відбитті атаки проросійських терористів, коли сили ЗСУ намагалися терористи оточити. 24 березня у боях за Авдіївку поранено 5 вояків ЗСУ. 25 березня у промисловій зоні Авдіївки загинув боєць 81-ї окремої аеромобільної бригади Олег Довбня, двоє зазнали поранень. Станом на вечір 26 березня терористи вибили українські підрозділи з двох позицій у авдіївській промзоні, бої тривають. 26 березня терористи в промзоні обстріляли медиків підрозділу «Госпітальєри» під час евакуації поранених військовослужбовців, один зазнав контуження. 26 березня у бойових зіткненнях загинули 4 російських військовослужбовці (зі складу ДРГ), ще 6 важко поранили — згідно повідомлення Головного управління розвідки Міністерства оборони України.
Станом на 28 березня українська армія повернула всі втрачені позиції та остаточно закріпилась в промзоні, ясинуватській розв'язці та на навколишніх висотах (в тому числі і в сірій зоні). У боях 29 березня терористи та російські військові втратили 3 убитими та 5 пораненими. 31 березня п'ятеро військових зазнали поранень у боях з терористами. Згідно даних розвідки, протягом 4—5 квітня рід Авдіївкою ліквідовано 3, поранено 5 російських військовослужбовців. 7 квітня українські військові збили 2 безпілотники терористів, триває бій між українськими силами та російсько-терористичними угрупованнями. 6 квітня 4 військовиків зазнали поранень внаслідок обстрілів терористів під Авдіївкою. 9 квітня у боях за Авдіївку було вбито 14 та поранено 19 російських військовослужбовців — повідомила українська розвідка. 12 квітня відбиваючи піхотний штурм терористів на Авдіївську промзону, старший солдат Вадим Ушаков зазнав важкого поранення. Сам дійшов до місця евакуації, однак через ускладнення (внаслідок численних поранень почалося кисневе голодування) втратив змогу ходити та говорити. Позиція була дуже важлива, і вже за годину до його кулемета приступив Євген Чурбанов. У боях 12—13 квітня втрати російських військових склали 1 убитим та 3 пораненими, повідомлено ГУР МОУ. 13 квітня загинув вояк УДА Захаров Андрій Володимирович, закривши собою вибух, щоб вберегти побратимів. 14 квітня при мінометному обстрілі терористами загинув вояк 81-ї бригади Мирослав Кабушка. 18 квітня четверо українських військовиків зазнали поранень під час обстрілів терористів. 20 квітня у боях під Авдіївкою зазнали поранень 4 українських вояків. 23 квітня під Авдіївкою загинув старший солдат 81-ї бригади Олег Афанас. 24 квітня два військовики під Авдіївкою зазнали поранень під час ворожих мінометних обстрілів. 29 квітня загинув під час бойових дій в промзоні Авдіївки солдат 90-го батальйону Ревазо Циклаурі — бій тривав дві години, ворог знаходився до 40 метрів від українських, Ревазо відбивав атаки з кулемета. Ворог запросив тиші, але через 20 хвилин позиції почали знову обстрілювати міномети; осколок міни смертельно поранив його у шию. 30 квітня у боях за Авдіївку зазнали поранень 5 вояків.

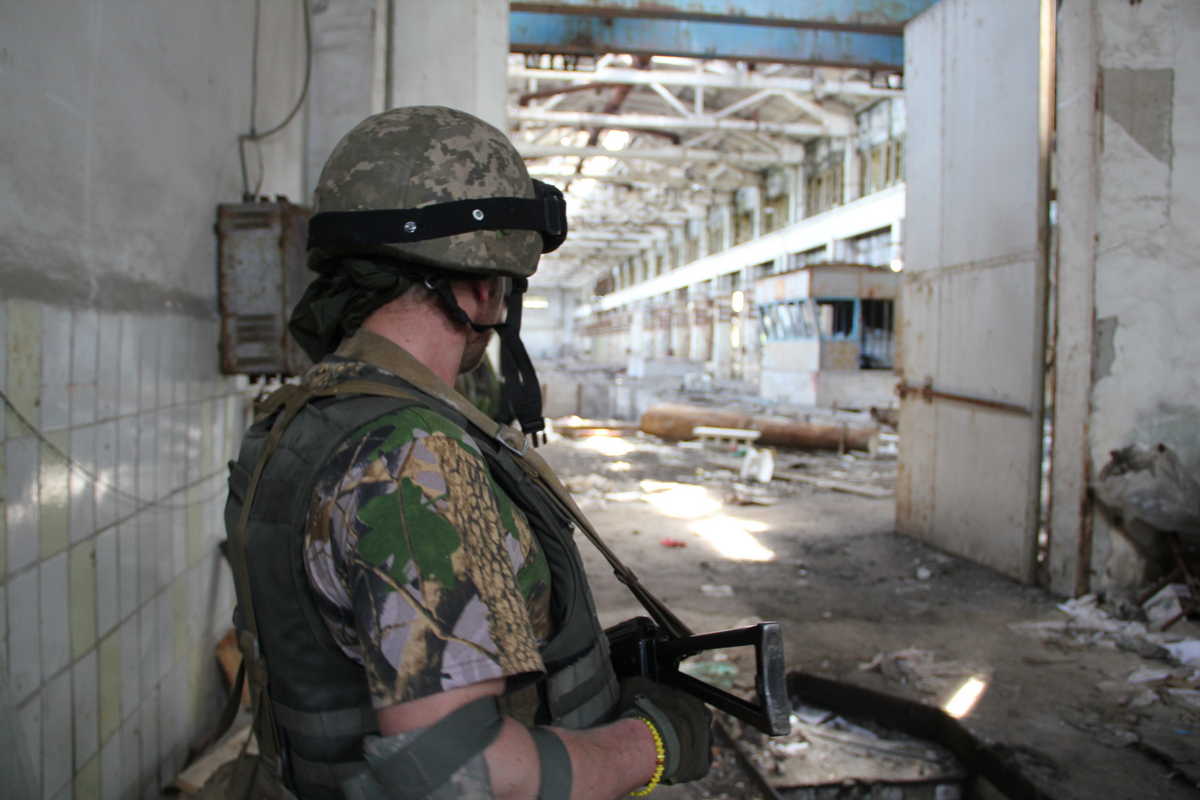
Ангар у промзоні Авдіївки. Травень 2016

8 травня загинув пополудні поблизу міста Авдіївка, підірвавшись на фугасі під час проведення інженерних розвідувальних робіт на взводному опорному пункті щодо облаштування блокпосту, старший солдат 55-ї бригади Олександр Півень. 14 травня у боєзіткненнях поранено двох українських вояків. 15 травня загинув під час обстрілу терористами позицій українських військ з мінометів та стрілецької зброї — поблизу шахти «Бутівська» — солдат 128-ї бригади Дмитро Горбунов. 16 травня у боях під Авдіївкою загинуло 3 та поранено 5 терористів 18 травня загинув один військовик в результаті снайперського обстрілу під Авдіївкою — молодший сержант 199-го центру Радислав Атішев. У ніч на 22 травня загинув від чисельних осколкових поранень під час артилерійського обстрілу терористами Авдіївки сержант 39-ї бригади Віталій Драньчінков. Пополудні того ж дня загинув під час мінометного обстрілу промзони солдат 90-го батальйону Дмитро Єфремов. 23 травня загинули під час обстрілу з важкого озброєння промзони Авдіївки вояки 90-го батальйону Олександр Бірюков та Андрій Смільницький. 6 червня проросійські формування обстрілюють позиції біля шахти, поранено 2 військових. 7 червня проросійські формування обстріляли Авдіївку, один житель зазнав осколкових поранень, у бою поранено 2 вояків. 9 червня внаслідок обстрілів терористами поранено двох вояків. Уночі з 10 на 11 червня внаслідок обстрілів терористами із 152-мм зброї з'являється інформація про 4 загиблих українських добровольців із Добровольчого українського корпусу «Правого Сектора», 11 поранених, 3 поранених із 128-ї бригади, 1 зниклого безвісти. 16 червня під Авдіївкою загинув старший солдат Сергій Кошмал-«Якудза», від пострілу російського снайпера.
12 червня після обстрілу вентиляційного стволу шахти «Бутівка» загинуло 4 бійців ДУК, один зник безвісти, ще 11 дістали поранення.
29 червня загинув близько опівночі у часі мінометного обстрілу ВОП терористами в районі промзони Авдіївки солдат 122-го батальйону Андрій Попов. 27 червня у боях за Авдіївку загинув один військовослужбовець внаслідок снайперського обстрілу — солдат 122-го батальйону Тарас Новоселов.
6 липня в результаті артилерійського обстрілу двоє українських бійців загинули — Олег Лисевич та Володимир Сергєєв, троє поранені. 12 липня при відбитті атаки терористів загинув солдат 58-ї бригади Яценко Юрій Вікторович. 13 липня від множинних вибухових поранень під Авдіївкою помер вояк 122-го батальйону 81-ї бригади Станіслав Мамчій. 19 липня під час обстрілів помер 19-річний хлопець — куля терориста поцілила в голову. 22 липня під Авдіївкою у боях поранений один військовик. 24 липня українські сили відбили напад ДРГ, загинули вояки 122-го батальйону Олег Голуб та Руслан Арсієнко. 27 липня в першій половині дня українська розвідувальна група вступила у вогневий контакт з терористичною ДРГ. Бойове зіткнення тривало майже годину, терористи відступили. 31 липня загинув під час обстрілу опорного пункту — внаслідок розриву гранати під Опитним — сержант 128-ї бригади Віталій Маслянка.
14 серпня під артобстрілами поранено українського військовика. 16 серпня народний депутат Євген Дейдей повідомив, що під час артобстрілу терористами Авдіївки два українських вояки загинули, ще четверо поранені. 17 серпня загинув під час мінометного обстрілу в промзоні Авдіївки — від чисельних осколкових поранень, потрапивши, крім цього, під завал, молодший сержант 122-го батальйону Сергій Ковальчук. Того ж дня в промзоні зазнав смертельного поранення від пострілу снайпера старшина 25-ї бригади Олександр Ковтун; при мінометному обстрілі — старший солдат 12-го батальйону Віталій Костенко. 30 серпня від кулі снайпера в промзоні Авдіївки загинув вояк батальйону ДУК Ворошило Євгеній Іванович.
16 вересня в боях під Авдіївкою загинув 1 вояк — Триволенко Владислав Володимирович, 5 поранені — смертельного поранення зазнав солдат 128-ї бригади Гамсахурдія Давид Михайлович. 19 вересня двоє військовиків зазнали поранень від вибуху гранати на розтяжці, ще один — вогнепального. 25 вересня у боях під Авдіївкою поранені 2 вояків. Від пострілу снайпера терористів 28 вересня загинув український вояк. 28 вересня увечері загинув від кулі снайпера під час обстрілу в промзоні Авдіївки сержант 199-го центру Півень Руслан Віталійович. 29 вересня увечері зазнав важкого поранення у голову від кулі снайпера в промзоні Авдіївки боєць ДУК В'ячеслав Литовченко.
20 жовтня в часі обстрілів терористами один вояк зазнав поранень. 23 жовтня під час бойових дій у «промзоні» загинув вояк УДА Саєнко Дмитро Олександрович. 28 жовтня сили ЗСУ відбили атаки кількох сотень терористів.
1 листопада терористи 3 групами намагалися штурмувати українські сили під Авдіївкою, спроби відбито. 3 листопада загинув під вечір в часі мінометного обстрілу терористами промзони молодший сержант 72-ї бригади Здоровець Денис Богданович. 13 листопада один, 14 листопада шестеро бійців зазнали поранень в районі Авдіївки під час ворожого обстрілу.
16 листопада загинув під час мінометного обстрілу сержант 72-ї бригади Ходоровський Сергій Леонідович. 19 листопада у лікарні помер поранений у бою під Авдіївкою військовик 72-ї бригади Віталій Шостак. 24 листопада загинув пополудні від кулі снайпера під час бойового чергування на спостережній передовій позиції поблизу селища Опитне солдат 15-го батальйону Горбатюк Віталій Володимирович.
Згідно даних РНБОУ, за першу декаду грудня 2016 у боях за Авдіївську промзону загинуло 11 терористів.
5 грудня загинув у часі кулеметного обстрілу селища Опитне солдат 15-го батальйону Михайло Покидченко. 13 грудня загинув в результаті обстрілу терористами Авдіївки старший лейтенант 72-ї бригади Мартенко Володимир Миколайович. 17 грудня загинув внаслідок мінно-вибухової травми старший сержант 72-ї бригади Павлюк Ярослав Володимирович. 22 грудня загинув від кульового поранення під час обстрілу прапорщик 72-ї бригади Мамасуєв Роман Михайлович. В безпосередньому зіткненні з проросійськими формуваннями в районі Авдіївки зарізав двох ворогів та загинув старший сержант 12-го батальйону Проводенко Леонід Михайлович.

### 2017
16 січня вояки 72-ї окремої механізованої бригади ЗСУ відтіснили терористів бойовиків на 300 метрів від своїх позицій біля шахти «Бутовка», вогневий контакт був 70 метрів, став 400. 20 січня загинув від кулі снайпера під час обстрілу російсько-терористичними угрупуваннями позицій українських військових у промзоні міста Авдіївка старший солдат 72-ї окремої механізованої бригади Захаревич Сергій Юрійович. 25 січня внаслідок обстрілів терористами під Авдіївкою поранений 1 військовик.
Чергове загострення спорадичного перемир'я відбулося наприкінці січня, відколи ДРГ терористів здійснили кілька спроб захоплення авдіївської промзони із попереднім застосуванням важкої артилерії. Напади, з нечисельними втратами серед особового складу, було відбито зокрема вояками 72-ї бригади.
28-29 січня від обстрілів терористів було поранено 2 цивільних та 7 військовиків.
Активізація бойових дій в районі Авдіївки почалася зранку у неділю, 29 січня. За повідомленням штаба АТО обстріл з стрілецької зброї і мінометів почався в районі п'ятої ранку, штурм бойовики розпочали о сьомій ранку. Метою провокації вважається спроба звинуватити українську сторону в порушенні досягнутих домовленостей.
29 січня 2017 під час контратаки українські сили зайняли опорний пункт Алмаз-2, що знаходиться у безпосередній близькості до траси М04. 29-30 січня загинув заступник командира батальйону, капітан Андрій Кизило. З ним загинули солдат Дмитро Оверченко, молодший сержант Володимир Бальченко, сержант Володимир Крижанський, Олег Борець, Віталій Шамрай і Ярослав Павлюк. Втрати проросійських бойовиків т. зв. 1-го батальйону 100-ї бригади «ДНР» оцінюються в дев'ять убитих та до тридцяти поранених, серед яких був і комбат Іван Балакай на прізвисько «Грек».
31 січня російсько-окупаційні війська продовжили масовані обстріли українських позицій, використовуючи при цьому БМ-21 та великокаліберну артилерію. Номінально оголошеного режиму тиші, з 10:00 до 17:00 за київським часом, дотримано не було. Втрати сторін, за різними джерелами, різнилися. Ударів у відповідь по місцях розгортання РСЗВ завдано не було: представники української сторони котрі на той час відповідали за прийняття рішень, у офіційному викладі, пояснювали це патологічною нездатністю, через власні моральні комплекси, вести вогонь по житлових масивах ворожої території. 30 січня терористи втратили 10 вбитими та 25 поранено. 1 лютого під Авдіївкою солдат і офіцер (викладач юридичного факультету Чернівецького національного університету Леонід Дергач) ЗСУ загинули, відбиваючи один з ранкових наступів терористів; 9 зазнали поранень, 6 — травмовані, серед цивільних загинула 1 людина, 3 поранені, під Бутовкою зазнали поранень під час обстрілів терористами 4 військовиків. 2 лютого о пів на десяту вечора внаслідок обстрілу житлових кварталів Авдіївки терористами було вбито місцеву жительку та рятувальника — цивільний співробітник ДСНС Сергій Горбань, поранено 3 людей, серед них підполковник ДСНС Дмитро Тритєйкін (помер від поранень 21 лютого). 4 лютого після 17-30 терористи за підтримки артилерії вчергове пішли у наступ, який було відбито українськими військовими, поранено 2 військовиків.
Станом на 5 лютого з Авдіївки було евакуйовано 266 осіб. Того дня внаслідок обстрілів зазнав поранення 1 військовик. 6 лютого бойова активність трохи пішла на спад. Було відновлено постачання електроенергії, води, тепла. Після обстрілу терористами 16 лютого Авдіївки загинув 1 чоловік, ще 2 людей поранено; загинув старший сержант 15-го батальйону Щербина Юрій Володимирович. 18 лютого о 5-й ранку відбулося бойове зіткнення між силами ЗСУ та терористами, напад було відбито. У ніч з 18 на 19 лютого внаслідок обстрілу бліндажу загинув солдат 39-го батальйону Мєркулов Андрій Юрійович. 19 лютого від кулі снайпера поблизу Авдіївки загинув вояк 72-ї ОМБр, командир зенітно-ракетного взводу Максим Гринчишин. 21 лютого отримав важке поранення в районі Авдіївки молодший лейтенант 79-ї окремої бригади Гуцаленко Микола Віталійович. 23 лютого 2017 року внаслідок обстрілу ротного опорного пункту загинув молодший сержант Добролєта Михайло Костянтинович.
За повідомленням бойовиків, у ніч з 24 на 25 лютого українські сили взяли під контроль Донецьку фільтрувальну станцію. У штабі АТО спростували захоплення українськими військовими Донецької фільтрувальної станції.
27 лютого під обстрілами проросійських бойовиків впав вентиляційний ствол шахти «Бутівка», над яким майорів український прапор. Бойовики згодом виклали відео знищення споруди. 22 березня при обстрілі терористами загинув вояк механізованої бригади ЗСУ. 26 березня при обстрілі українських позицій біля Авдіївки смертельних поранень зазнали троє військовослужбовців ЗСУ. 30 березня внаслідок обстрілу українських позицій біля Авдіївки загинули два військовослужбовці. 11 квітня 2017-го біля шахти терористи застосували великокаліберні міномети, загинув вояк механізованої бригади. 20 квітня внаслідок обстрілу терористами опорного пункту підрозділу однієї з механізованих бригад під Авдіївкою загинуло 2 вояків, 23 квітня — 1 військовик. 29 квітня у бою під Авдіївкою смертельних поранень зазнав військовик механізованої бригади. 2 травня внаслідок обстрілу терористами позицій однієї з механізованих бригад неподалік Авдіївки загинув один військовик — молодший сержант 55-ї бригади Тинянов Олександр Сергійович.
13 травня терористи обстріляли Авдіївку, 122-мм артилерійський снаряд влучив у житловий будинок приватного сектора по вул. Сапронова, загинули три жінки і чоловік, ще один чоловік у важкому стані госпіталізований до лікарні. Згідно розслідування ІнформНапалму, вогонь вівся з межі міста окупованого Донецька, з території заводу «Точмаш». 16 травня на позиції «Туман» втрати терористів склали 5 убитими. 18 травня українські вояки в Авдіївській промзоні знищили опорний пункт терористів «Туман» із завданням втрат у живій силі. 27 травня внаслідок «дружнього вогню» померло та поранено до 10 терористів. 30 травня терористи обстрілюють Авдіївку, поранено 3 містян. 25 червня під час ворожого обстрілу зазнав поранення український воїн. Внаслідок обстрілів терористичними силами під Авдіївкою 26 липня зазнав поранення український воїн, ще один загинув. 7 серпня внаслідок обстрілу терористами з мінометів та гранатометів 1 військовик ЗСУ загинув, ще 1 зазнав поранення. 11 серпня терористи з мінометів, гранатометів та великокаліберних кулеметів опівночі обстрілюють українські позиції, 3 вояки поранені, 1 зазнав контузії. 18 серпня після 18-ї години терористи тричі обстрілювали українські позиції з мінометів різних калібрів, танка та гранатометів, у ході протистоянь один український військовик зазнав поранення. 21 серпня в боях за Авдіївську промзону у вогняному протистоянні загинув український вояк. 24 серпня 2017 року поблизу шахти Бутівка терористи обстріляли українські позиції, вояки ЗСУ відповіли щільним вогнем, в часі протистояння 3 бійців зазнали поранень. 25 серпня під час «шкільного перемир'я» терористи під Авдіївкою кілька годин обстрілювали з гранатометів, великокаліберних кулеметів та стрілецької зброї, під час протистояння двоє бійців зазнали поранень. 7 вересня від кулі снайпера загинув вояк 72-ї бригади Телюк Ігор Володимирович-«Сокіл». 8 вересня під Мар'їнкою та Красногорівкою зазнало поранень 3 українських вояків. 14 вересня внаслідок обстрілів терористами біля шахти «Бутівка» загинув український військовик. 28 жовтня увечері під час обстрілу загинув український вояк, 29 жовтня в часі обстрілів зазнав поранень 1 вояк ЗСУ.
3 листопада внаслідок обстрілу із гранатометів та кулеметів Авдіївки зазнав поранення 1 вояк. 5 листопада 2017 року під удар з «Градів» практично одночасно потрапили підступи до населених пунктів Авдіївка та Опитне. На підступах до Авдіївки проросійськими формуваннями було випущено 137, а поблизу Опитного — 110 реактивних снарядів.

### 2018
26 січня у передмісті Авдіївки в часі обстрілу терористами зазнав поранення один військовослужбовець ЗСУ.
10 травня в Авдіївській промзоні вороги здійснили спробу штурмових дій українських позицій та зазнали втрат — 2 було знищено, ще 3 поранено.
14 червня поблизу шахти «Бутівка» загинув вояк 1-го окремого батальйону Сергій Жук. 28 червня внаслідок ворожого обстрілу (гранатомети та великокаліберні кулемети) один із захисників Авдіївки зазнав несумісних із життям поранень.
На початку липня українські бійці за допомогою безпілотника знищили бліндаж терористів «ДНР».
15 жовтня вранці сили ЗСУ відбили спроби проникнення 2-х ДРГ терористів.

### 2021
Внаслідок обстрілу 31 грудня 2021 року загинув один захисник.[джерело?]

### 2022
З початком повномасштабного вторгнення Авдіївка знову стала місцем запеклих боїв.

## Реакція
- 3 лютого 2017 року, на четвертий день зимової ескалації боїв, речник президента РФ Дмитро Пєсков висловив сподівання, що проросійським бойовикам «вистачить боєприпасів» для ведення бойових дій проти Збройних сил України.[181][182][183]

## Втрати та вшанування
19 вересня 2017 року під Авдіївкою відкрили меморіал воїнам, загиблим в авдіївській промзоні та в її околицях. Під час відкриття було сказано, що у промзоні загинуло понад 70 бійців.
Меморіал складається із хреста та оборонних «їжаків», обнесених колючим дротом. Між ними — пам'ятник на честь загиблого під Авдіївкою капітана Андрія Кизила, меморіальні плити з іменами та світлинами інших полеглих тут бійців та з назвами їх підрозділів — 81 ОАеМБр, 58 ОМПБр, 10 ОГШБр, 13 ОМПБ, 12 ОПОЗ, ДУК «Правий сектор», 55 ОАБр, 72 ОМБр, 184 і 199 навчальних центрів. Поруч з меморіалом розміщені елементи підбитої техніки та уламки ворожих снарядів, що прилетіли на українські позиції.

## Матеріали
- Кровавые выходные на востоке Украины [Архівовано 26 серпня 2021 у Wayback Machine.](рос.) // Bellingcat, 31 січня 2017
- Коли вода може стати зброєю [Архівовано 4 березня 2018 у Wayback Machine.](англ.) // AtlanticCouncil, 24 липня 2017
- Найнебезпечніша точка Донбасу досі під загрозою [Архівовано 4 березня 2018 у Wayback Machine.](англ.) // AtlanticCouncil, 20 листопада 2017
- Ескалація порушень режиму припинення вогню біля Донецької фільтрувальної станції [Архівовано 4 березня 2018 у Wayback Machine.](англ.) // AtlanticCouncil, 22 грудня 2017